# Oberoende studentkårer i samverkan
Oberoende Studentkårer i Samverkan (OSS) är en sammanslutning vars främsta uppgift är att fungera som ett öppet forum för idé- och erfarenhetsutbyte, diskussioner, kontaktskapande och samverkande i syfte att ge medlemskårerna så bra verktyg som möjligt för att kunna bedriva sin verksamhet.
OSS bildades 1991 efter omorganisationen till ett samlat fullmäktige inom Sveriges Förenade Studentkårer. Fram till maj 2006 fungerade OSS både som ett nätverk och som en partibildning inom SFS, numera har partibildningen lyfts ur OSS för att kunna bredda nätverket och specialisera partiets riktning, se Studentkårer i samverkan.
OSS har sitt säte i Visby på Gotland.

## Medlemmar
- Blekinge Studentkår
- Borlänge studentkår
- Falu studentkår
- Gotlands Studentkår Rindi
- Halmstad studentkår
- Härnösand Studentkår
- Kristianstad Studentkår
- Luleå studentkår
- Lärarhögskolans studentkår i Stockholm
- Studentkåren i Skövde
- Studentkåren i Borås
- Studentkåren i Sundsvall
- Studentkåren i Östersund
- Socialhögskolans studentkår i Stockholm
- Studentkåren vid Högskolan väst